# Бренан
Бренан (фр. Brainans) насеље је и општина у источној Француској у региону Франш-Конте, у департману Јура која припада префектури Лон ле Соније.
По подацима из 2011. године у општини је живело 165 становника, а густина насељености је износила 23,34 становника/km². Општина се простире на површини од 7,07 km². Налази се на средњој надморској висини од 266 метара (максималној 301 m, а минималној 232 m).

## Демографија
| 1962. | 1968. | 1975. | 1982. | 1990. | 1999. | 2011. |
| ----- | ----- | ----- | ----- | ----- | ----- | ----- |
| 148   | 162   | 143   | 129   | 167   | 166   | 165   |

График промене броја становника у току последњих година